# Forgotten Hope 2
Forgotten Hope 2 è una modificazione totale per il videogioco Battlefield 2 che ha come scopo il portare l'ambientazione dai giorni nostri alla Seconda Guerra mondiale, con una grande enfasi sul realismo e la storicità. FH2 è il seguito di Forgotten Hope, uno dei mod più popolari per Battlefield 1942.
Una modifica della prima versione la 2.0, è stata pubblicata il 14 dicembre 2007 è conteneva la campagna del nord Africa. Successivamente venne pubblicata la versione 2.2 che introduceva la Normandia. La versione 2.3 è stata distribuita il 6 ottobre. contenente le mappe: Ramelle-Neuville, St. Lo Breakthrough e Battaglia per Brest, insieme a nuove aggiunte al gioco. L'aggiornamento 2.4 è stato pubblicato in giugno del 2011 aggiunse le mappe ambientate in Belgio. La versione 2.45 è stata pubblicata il 13 giugno 2012, aggiunse nuove mappe: La Battaglia per Keren, Sidi Bou Zid e St.Vithin, nuove armi e veicoli, insieme a textures significativamente migliorate. Nel 2015 la versione 2.5 è stata distribuita con l'aggiunta dell'Armata Rossa.

## Sistema di gioco
Il gioco è prettamente multigiocatore con server che ospitano fino a 100 giocatori simultaneamente. È presente anche una modalità giocatore singolo in cui si possono giocare le mappe del multigiocatore con Bot controllati dall'IA che prendono il controllo dei soldati che altrimenti sarebbero controllati dai giocatori. Le mappe hanno diversi formati a seconda dei giocatori presenti nel server 16, 32 e 64.

### Cambiamenti alle meccaniche di gioco
In Forgotten Hope 2 i soldati muoiono e i veicoli sono distrutti più facilmente. Similmente, la classe medico non riporta in vita i soldati deceduti, a differenza del gioco originale Battlefield 2. Ogni soldato ora porta più attrezzatura e in aggiunta ogni classe possiede un kit medico. Se un giocatore viene ferito ma non mortalmente questo continuerà a sanguinare fino al punto di morire a meno che non riceverà trattamento medico.
L'aggiornamento 2.25, ha aggiunto per quasi tutti i fucili e le mitragliatrici una balistica accurata. Alcune armi comunque mantengono la balistica del gioco originale soprattutto quando il giocatore spara dall'anca. Se il giocatore non dovesse mirare accuratamente la dispersione dei colpi può essere anche molto ampia.
I carri armati del gioco inoltre presentano capacità di penetrazione e resistenza ai colpi diverse in base alle loro caratteristiche storiche. Per esempio, un cannone da 47 mm procurerà meno danno di uno da 88 mm, inoltre per citare un esempio storico i carri americani M4Sherman sono in netta inferiorità contro i carri tedeschi Tiger. Le mappe tuttavia per bilanciare il gioco presentano una maggioranza di veicoli per la fazione svantaggiata. In questo modo anche se le diverse fazioni combattenti hanno armi con capacità di danno diverse esse hanno eguali probabilità di vittoria. Questo dipende comunque dalla mappa nella quale si gioca in quanto mappe come "L'invasione di Creta" richiedono molto lavoro di squadra e senza di esso è quasi impossibile vincere.
Le battaglie tra carri in Forgotten Hope 2 presentano ottiche di puntamento dei carri realistiche e differenti mm di corazza per i vari carri, riflettendo le reali caratteristiche delle loro controparti reali. Cannoni poco potenti o l'uso di proiettili ad alto esplosivo invece che penetranti possono essere inutili se sparati sui carri più pesanti, in alcuni casi rimbalzeranno visivamente dalla corazza del carro. colpire frontalmente un carro nella maggior parte delle volte sarà inutile.
Il gioco inoltre, a differenza di molti sparatutto del suo genere, pone l'enfasi su una realistica distribuzione delle armi tra la fanteria. Questo significa che le mitragliatrici, i mitra e le armi anticarro sono limitate e perciò condivise con pochi compagni, i rimanenti dovranno fare uso dei classici fucili per fanteria. Armi speciali come lanciafiamme, fucili di precisione, mortai e mitragliatrici pesanti con tripode sono nascoste in punti strategici della mappa. Per esempio, il fucile di precisione può essere trovato in edificio alto, come il campanile di una chiesa e le armi pesanti possono essere trovate alla base madre.
Forgotten Hope 2 è differente da Battlefield 2 anche graficamente, gli ambienti sono più dettagliati in quanto i modelli 3D sono stati completamente ridisegnati ed hanno una qualità maggiore. Forgotten Hope 2 è una delle mod per Battlefield 2 visivamente più pesanti, è di conseguenza richiede computer più potenti rispetto al gioco originale.

## Modalità di gioco

### Conquista
Ricalca la modalità conquista di Battlefield 2 con diverse modifiche, ora le bandiere devono essere conquistate in un ordine prestabilito in modo tale da garantire la formazione di un fronte che si sposta man mano che una delle due fazioni prevale. Le bandiere conquistabili sono contraddistinte da un cerchio verde mentre quelle incatturabili da una X rossa.

### Obiettivi
Una modalità ad obiettivi, una fazione assalta mentre l'altra difende degli obbiettivi strategici che possono spaziare da aerei parcheggiati a depositi di munizioni, la fazione attaccante ha rinascite limitate mentre la difendente no, quando tutti gli obiettivi della fazione difendente sono distrutti o i rinforzi della fazione attaccante sono terminati la partita finisce decretando un vincitore.

## Fazioni Giocabili

### Alleati
- Stati Uniti
- Regno Unito
- Francia
- Canada
- Australia
- Unione Sovietica

### Asse
- Germania
- Regno d'Italia
- Finlandia
- Giappone

## Classi di fanteria
Forgotten Hope 2 conta sette classi di fanteria. Ogni classe possiede un kit di armi e attrezzature storicamente accurate che riflette l'armamento dei diversi soldati delle diverse nazioni in guerra; Ogni fazione possiede il suo armamento specifico diversificato a seconda delle mappe su cui si gioca per riflettere la storicità dell'armamento, ad esempio nelle mappe fino al 1943 l'esercito tedesco sarà dotato di Mauser 98K mentre nelle mappe ambientate nel 44 o 45 compariranno anche i nuovi fucili Gewehr 43. Le classi disponibili sono:

### Ricognitore
Armato di fucile e binocolo si occupa principalmente di avvistare e identificare i nemici, può inoltre per mezzo del binocolo designare l'area di attacco per i giocatori che utilizzano mortai e artiglierie. Inoltre è equipaggiato con mine antiuomo.

### Assalto
L'assaltatore conduce gli assalti al fronte ed è armato con una mitraglietta e delle granate.

### Fuciliere
Il classico fante, spina dorsale di ogni esercito, porta con sé un fucile e delle granate. A seconda delle fazioni può essere equipaggiato anche con un lanciagranate da fucile

### Mitragliere
Soldato armato di una mitragliatrice leggera di quadra come il Bren inglese il BAR Americano o il Breda 30 Italiano, fornisce fuoco di copertura e supporto alle truppe.

### Geniere
Soldato appartenente al genio militare, si occupa di riparazioni di veicoli e infrastrutture è armato con un fucile o una carabina a seconda delle fazioni. Porta con sé a seconda dei casi un cercamine e bandierine per segnalare gli ordigni nemici

### Anticarro
Soldato specializzato nell'abbattimento dei carri. È solitamente armato di una pistola e di un'arma anticarro che può spaziare da un fucilone anticarro, ad un lanciarazzi o a delle granate/mine anticarro, il suo armamento è definito dalla fazione e dal periodo di guerra.

### Sottufficiale
Ricopre il ruolo di comando, è la classe consigliata per i comandanti delle varie squadre, può scegliere di essere armato con un mitra o un classico fucile, porta con sé anche medicazioni extra, un binocolo e granate fumogene.

## Tabella armamenti
Forgotten hope presenta un vastissimo arsenale qui riassunto in una tabella.
| Arma                   | USA                                               | Regno Unito                                                                | Canada                                                           | Australia                                                        | Unione Sovietica                                                       | Germany                                                                          | Regno d'Italia                               | Finlandia                              |
| ---------------------- | ------------------------------------------------- | -------------------------------------------------------------------------- | ---------------------------------------------------------------- | ---------------------------------------------------------------- | ---------------------------------------------------------------------- | -------------------------------------------------------------------------------- | -------------------------------------------- | -------------------------------------- |
| Pistole                | - M1911A1 - M1917 Revolver                        | - Webley Revolver - Browning Hi-Power                                      | - Webley Revolver - Browning Hi-Power                            | - Webley Revolver - Browning Hi-Power                            | - TT-33                                                                | - Luger 08 - Walther 38 - Sauer 38H                                              | - Beretta 34                                 | - Lahti L-35 - Parabellum M/08 - TT-33 |
| Fucili                 | - M1 Garand - M1903A1 Springfield - M1917 Enfield | - Lee-Enfield No.1 Mrk III - Lee-Enfield No.4 Mrk I - Pattern 14           | - Lee-Enfield No.1 Mrk III - Lee-Enfield No.4 Mrk I - Pattern 14 | - Lee-Enfield No.1 Mrk III - Lee-Enfield No.4 Mrk I - Pattern 14 | - Mosin Nagant M1891/30 - Mosin Nagant M38 - Mosin Nagant M44 - SVT-40 | - Karabiner 98K - Gewehr 41(W) - Gewehr 43 - Volkssturmkarabiner K98             | - Carcano Modello 91 - Carcano Modello 91/38 | - M/39 "Ukko-Pekka"                    |
| Fucili di Precisione   | M1903A4 Springfield Sniper                        | - Pattern 14 Sniper - Lee Enfield No.4 Mk I Sniper                         | - Pattern 14 Sniper - Lee Enfield No.4 Mk I Sniper               | - Pattern 14 Sniper - Lee Enfield No.4 Mk I Sniper               | - Mosin Nagant M1891/30 PU - SVT-40 PU                                 | - Karabiner 98 (ZF) - Gewehr 43 (ZF)                                             |                                              | - Mosin Nagant M1891/30 PU             |
| Carabine               | - M1 Carabine - M1A1 Carbine                      |                                                                            |                                                                  |                                                                  |                                                                        |                                                                                  |                                              |                                        |
| Fucili d'Assalto       |                                                   |                                                                            |                                                                  |                                                                  |                                                                        | - FG 42 - Volkssturmgewehr 45 - Sturmgewehr 44                                   |                                              |                                        |
| Fucile a Pompa         | Winchester Model 12                               | Luftwaffen-Drilling M30                                                    |                                                                  |                                                                  |                                                                        |                                                                                  |                                              |                                        |
| Mitragliatrice Leggera | - M1918A2 BAR - M1919A6 Browning                  | - Lewis .303 Mk. I Model 1915 - Bren Mk I/II LMG                           | - Lewis .303 Mk. I Model 1915 - Bren Mk I/II LMG                 | - Lewis .303 Mk. I Model 1915 - Bren Mk I/II LMG                 | - DP-28 - DT                                                           | - MG 26(t) - MG 15 - MG 34 - MG 42                                               | - Breda Modello 30                           | - Lahti-Saloranta M/26 - DP-28         |
| Mitragliatrice pesante | - M1919A4 Browning - M2 Browning                  | Vickers .303 Mk. I                                                         | Vickers .303 Mk. I                                               | Vickers .303 Mk. I                                               | Maxim M1910                                                            |                                                                                  | - Breda Modello 37                           | Maxim M09/09                           |
| Mitra                  | - Thompson M1928A1 - M1A1 Thompson - M3 Greasegun | - Thompson M1928 - Thompson M1928A1 - Sten Mk II - Sten Mk IIS - Sten Mk V | - M1A1 Thompson - Sten Mk II - Sten Mk IIS - Sten Mk V           | - M1A1 Thompson - Sten Mk II - Sten Mk IIS - Sten Mk V           | - PPSH-41 - PPS-42 - PPS-43                                            | - MP 34 - MP 40                                                                  | - MAB 38                                     | Suomi KP/-31 SJR                       |
| Arma Anticarro         | - M1 Bazooka - M1A1 Bazooka - M9 Bazooka          | - Boys Mk I AT Rifle - PIAT                                                | - Boys Mk I AT Rifle - PIAT                                      | - Boys Mk I AT Rifle - PIAT                                      | - PTRD - PTRS                                                          | - Panzerbuechse 39 - Panzerfaust 30 - Panzerfaust 60 - Panzerfaust 100 - RPzB 54 | - Bomba L - Solothurn S-18/1000              | Panssarinyrkki F2                      |

## Veicoli e Postazioni[3]
Forgotten Hope 2 conta moltissimi veicoli continuamente in espansione che possono essere organizzati per tipologia.
- Veicoli corazzati - In tale categoria rientrano carri armati ed semoventi; sono praticamente immuni alle munizioni normali ed alle granate della fanteria non anticarro, ma possono essere distrutti da un bombardamento aereo, da lanciarazzi o fucili anticarro(i più leggeri), dalle granate delle artiglierie, e dai cannoni anticarro. Il carro armato possiede un cannone di millimetraggio variabile a seconda del modello e varie mitragliatrici. Il semovente è un mezzo da accompagnamento della fanteria o con ruoli anticarro che possiede invece un cannone a maggiore calibro, il suo svantaggio è dovuto al fatto che il cannone è installato in casamatta e perciò non è fornito di una torretta a volte in alcuni modelli è sprovvisto pure di mitragliatrice.
- Aerei - In tale ambito distinguiamo fra caccia e bombardieri; entrambi sono equipaggiati con mitragliatrici e mitragliatrici pesanti, in alcuni casi bombe anche per il caccia. In particolare, il caccia è un veicolo monoposto molto veloce, ma fornito d'armi ridotte; mentre il bombardiere è più lento, ma può trasportare un copilota al comando di una mitraglia posteriore e possiede un maggior numero di bombe.
- Mezzi di trasporto marini e terrestri - Insieme di veicoli che comprende dalle jeep più piccole sino ai semicingolati per fanteria; sono i principali mezzi utilizzati dalla fanteria per coprire grandi distanze. Sono solitamente armati di mitragliatrici, ma con una resistenza al fuoco molto bassa. Nella categoria sono presenti veicoli speciali come il camion portamunizioni, necessario per riarmare ogni soldato/veicolo/cannone e le varie barche come l'LCVP da sbarco americana
- Postazioni di difesa aerea - Rientrano i tale categoria i cannoni antiaerei come i Boffors o i Flak38 su base fissa o i veicoli AA (Anti-Aerei) ideali per eliminare minacce rappresentate da aerei.
- Postazioni di difesa terrestre - Rientrano in tale categoria tutte le varie tipologie di cannoni anticarro i vari tipi di artiglierie i mortai e le mitragliatrici pesanti come la Vikers o la Browning M2.

## Teatri Operativi
Il gioco presenta moltissime mappe che sono tratte dalle immagini satellitari dei veri luoghi del conflitto.Possono essere raggruppte in tre macroaree

### Nord Africa[4]
| Mappa                  | Data              | Fazioni                       |
| ---------------------- | ----------------- | ----------------------------- |
| Bardia                 | 3 gennaio 1941    | Italia vs Australia           |
| Battaglia di Keren     | 5 febbraio 1941   | Italia vs Regno Unito         |
| Assedio di Giarabub    | 21 marzo 1941     | Italia vs Australia           |
| Assedio di Tobruk      | 11 aprile 1941    | Germania vs Australia         |
| Invasione di Creta     | 20 maggio 1941    | Germania vs Regno Unito       |
| Battaglia per Skafkia  | 28 maggio 1941    | Germania vs Regno Unito       |
| Sidi Rezegh            | 22 novembre 1941  | Germania vs Regno Unito       |
| Gazala                 | 26 maggio 1942    | Germania vs Regno Unito       |
| Caduta di Tobruk       | 20 giugno 1942    | Germania vs Regno Unito       |
| Mersa Matruh           | 28 giugno 1942    | Germania vs Regno Unito       |
| Alam Halfa             | 1 settembre 1942  | Germania vs Regno Unito       |
| Operazione Hyacinth    | 13 settembre 1942 | Italia vs Regno Unito         |
| El Alamein             | 23 ottobre 1942   | Germania vs Regno Unito       |
| Operazione Supercarica | 2 novembre 1942   | Germania vs Regno Unito       |
| Sidi Bou Zid           | 14 febbraio 1943  | Germania vs Stati Uniti       |
| Linea di Mareth        | 16 marzo 1943     | Germania vs Regno Unito       |
| Tunisi                 | 7 maggio 1943     | Italo/Tedeschi vs Regno Unito |

### Fronte Occidentale[5]
| Mappa               | Anno              | Fazioni                 |
| ------------------- | ----------------- | ----------------------- |
| Monte Olimpo        | 13 aprile 1941    | Germania vs Regno Unito |
| Pointe du Hoc       | 6 giugno 1944     | Germania vs Stati Uniti |
| Gold Beach          | 6 giugno 1944     | Germania vs Regno Unito |
| Omaha Beach         | 6 giugno 1944     | Germania vs Stati Uniti |
| Pegasus             | 6 giugno 1944     | Germania vs Regno Unito |
| Port en Bessin      | 7 giugno 1944     | Germania vs Regno Unito |
| Purple Heart Lane   | 10 giugno 1944    | Germania vs Stati Uniti |
| Actonville          | 12 giugno 1944    | Germania vs Regno Unito |
| Ramelle Neuville    | 13 giugno 1944    | Germania vs Stati Uniti |
| Lebisey             | 8 giugno 1944     | Germania vs Regno Unito |
| Assalto a St. Lo    | 11 giugno 1944    | Germania vs Stati Uniti |
| Operazione Goodwood | 18 giugno 1944    | Germania vs Regno Unito |
| Operazione Cobra    | 25 giugno 1944    | Germania vs Stati Uniti |
| Operazione Luttich  | 7 agosto 1944     | Germania vs Stati Uniti |
| Operazione Totaliza | 8 agosto 1944     | Germania vs Canada      |
| Battaglia di Brest  | 17 settembre 1944 | Germania vs Stati Uniti |
| Foresta di Hurtgen  | 6 ottobre 1944    | Germania vs Stati Uniti |
| Vossenak            | 2 novembre 1944   | Germania vs Stati Uniti |
| Eppeldorf           | 16 dicembre 1944  | Germania vs Stati Uniti |
| St.Vith             | 16 dicembre 1944  | Germania vs Stati Uniti |
| Bastogne            | 20 dicembre 1944  | Germania vs Stati Uniti |
| Fiume Mosa          | 22 dicembre 1944  | Germania vs Stati Uniti |

### Fronte Orientale[6]
| Mappa            | Anno              | Fazioni                       |
| ---------------- | ----------------- | ----------------------------- |
| Sammatus         | 25 luglio 1944    | Unione Sovietica vs Finlandia |
| Arad             | 14 settembre 1944 | Unione Sovietica vs Germania  |
| Passo di Dukla   | 25 ottobre 1944   | Unione Sovietica vs Germania  |
| Alture di Seelow | 16 aprile 1945    | Unione Sovietica vs Germania  |

## Riconoscimenti
Il gioco ha vinto il premio Mod dell'anno sul portale ModDb nell'anno 2010.Ha totalizzato un punteggio di (9.4) sul sito di videogiochi IGN.com.Nel sito di videogiochi GameSpy.com ha totalizzato un buon punteggio con 3,5 stelle su 5